# Olympische Jugend-Sommerspiele 2010/Kanu
| Kanu bei den I. Olympischen Jugend-Sommerspielen | Kanu bei den I. Olympischen Jugend-Sommerspielen |
| Olympische Ringe · Kanu                          | Olympische Ringe · Kanu                          |
| Informationen                                    | Informationen                                    |
| ------------------------------------------------ | ------------------------------------------------ |
| Teilnehmer:                                      | 11 Athleten                                      |
| Datum:                                           | 21. August–25. August                            |
| Austragungsort:                                  | Marina Reservoir                                 |
| Wettkampfort:                                    | Singapur                                         |
| Entscheidungen:                                  | 6                                                |
|                                                  | Nanjing 2014 →                                   |
| Olympische Ringe                                 | Kanu                                             |

| Olympische Jugend-Sommerspiele 2010 (Medaillenspiegel Kanu) | Olympische Jugend-Sommerspiele 2010 (Medaillenspiegel Kanu) | Olympische Jugend-Sommerspiele 2010 (Medaillenspiegel Kanu) | Olympische Jugend-Sommerspiele 2010 (Medaillenspiegel Kanu) | Olympische Jugend-Sommerspiele 2010 (Medaillenspiegel Kanu) | Olympische Jugend-Sommerspiele 2010 (Medaillenspiegel Kanu) |
| Platz                                                       | Mannschaft                                                  | Goldmedaillen                                               | Silbermedaillen                                             | Bronzemedaillen                                             | Gesamt                                                      |
| ----------------------------------------------------------- | ----------------------------------------------------------- | ----------------------------------------------------------- | ----------------------------------------------------------- | ----------------------------------------------------------- | ----------------------------------------------------------- |
| 01                                                          | Ungarn                                                      | 2                                                           | —                                                           | —                                                           | 2                                                           |
| 02                                                          | China                                                       | 1                                                           | 1                                                           | —                                                           | 2                                                           |
| 03                                                          | Australien                                                  | 1                                                           | —                                                           | —                                                           | 1                                                           |
| 0                                                           | Kuba                                                        | 1                                                           | —                                                           | —                                                           | 1                                                           |
| 0                                                           | Slowenien                                                   | 1                                                           | —                                                           | —                                                           | 1                                                           |
| 06                                                          | Deutschland                                                 | —                                                           | 2                                                           | —                                                           | 2                                                           |
| 07                                                          | Tschechien                                                  | —                                                           | 1                                                           | 1                                                           | 2                                                           |
| 0                                                           | Ukraine                                                     | —                                                           | 1                                                           | 1                                                           | 2                                                           |
| 09                                                          | Slowakei                                                    | —                                                           | 1                                                           | —                                                           | 1                                                           |
| 10                                                          | Belgien                                                     | —                                                           | —                                                           | 1                                                           | 1                                                           |
| 0                                                           | Mexiko                                                      | —                                                           | —                                                           | 1                                                           | 1                                                           |
| 0                                                           | Österreich                                                  | —                                                           | —                                                           | 1                                                           | 1                                                           |
| 0                                                           | Spanien                                                     | —                                                           | —                                                           | 1                                                           | 1                                                           |

Bei den Olympischen Jugend-Sommerspielen 2010 in Singapur wurden vom 21. bis 25. August vier Wettbewerbe im Kanurennsport und  Kanuslalom  ausgetragen. Die Wettkämpfe im Kanurennsport fanden jeweils nach Zeitvorläufen als Zweierrennen über 420 m im K.-o.-System und als Flachwasser-Slalom im Stausee des Marina Reservoir statt. Die Teilnehmer mussten jeweils in beiden Disziplinen antreten.

## Kanurennsport

### Jungen

#### C1
| Platz | Land | Athleten                         |
| ----- | ---- | -------------------------------- |
| 1     | CUB  | Osvaldo Orestes Sacerio Cárdenas |
| 2     | UKR  | Anatolij Melnyk                  |
| 3     | MEX  | Pedro Castañeda                  |
| 4     | ROU  | Andrei Liferi                    |

Die Wettkämpfe wurden am 21. und 22. August 2010 ausgetragen.
 Dennis Söter schied nach der ersten Runde im Hoffnungslauf aus.

#### K1
| Platz | Land | Athleten            |
| ----- | ---- | ------------------- |
| 1     | HUN  | Sándor Tótka        |
| 2     | GER  | Tom Liebscher       |
| 3     | ESP  | Iñigo García        |
| 4     | BLR  | Andrej Zarykowitsch |

Die Wettkämpfe wurden am 21. und 22. August 2010 ausgetragen.

### Mädchen

#### K1
| Platz | Land | Athletinnen         |
| ----- | ---- | ------------------- |
| 1     | HUN  | Ramóna Farkasdi     |
| 2     | CHN  | Huang Jieyi         |
| 3     | BEL  | Hermien Peters      |
| 4     | ESP  | María Elena Monleón |

Die Wettkämpfe wurden am 21. und 22. August 2010 ausgetragen.
 Viktoria Wolffhardt erreichte im Zeitvorlauf wegen Kenterns nicht das Ziel.

 Nathalie Grewelding konnte wegen einer Verletzung im Training nicht starten.

## Kanuslalom

### Jungen

#### C1
| Platz | Land | Athleten        |
| ----- | ---- | --------------- |
| 1     | CHN  | Wang Xiaodong   |
| 2     | GER  | Dennis Söter    |
| 3     | UKR  | Anatolij Melnyk |
| 4     | CAN  | Hayden Daniels  |

Die Wettkämpfe wurden am 24. und 25. August 2010 ausgetragen

#### K1
| Platz | Land | Athleten         |
| ----- | ---- | ---------------- |
| 1     | SLO  | Simon Brus       |
| 2     | SVK  | Miroslav Urban   |
| 3     | CZE  | Jiří Prskavec    |
| 4     | FRA  | Guillaume Bernis |

Die Wettkämpfe wurden am 24. und 25. August 2010 ausgetragen
 Tom Liebscher schied im Achtelfinale (3. Runde) aus.

### Mädchen

#### K1
| Platz | Land | Athletinnen         |
| ----- | ---- | ------------------- |
| 1     | AUS  | Jessica Fox         |
| 2     | CZE  | Pavlína Zástěrová   |
| 3     | AUT  | Viktoria Wolffhardt |
| 4     | SLO  | Ajda Novak          |

Die Wettkämpfe wurden am 24. und 25. August 2010 ausgetragen.
 Nathalie Grewelding schied im Viertelfinale aus.